# Volksdevotie

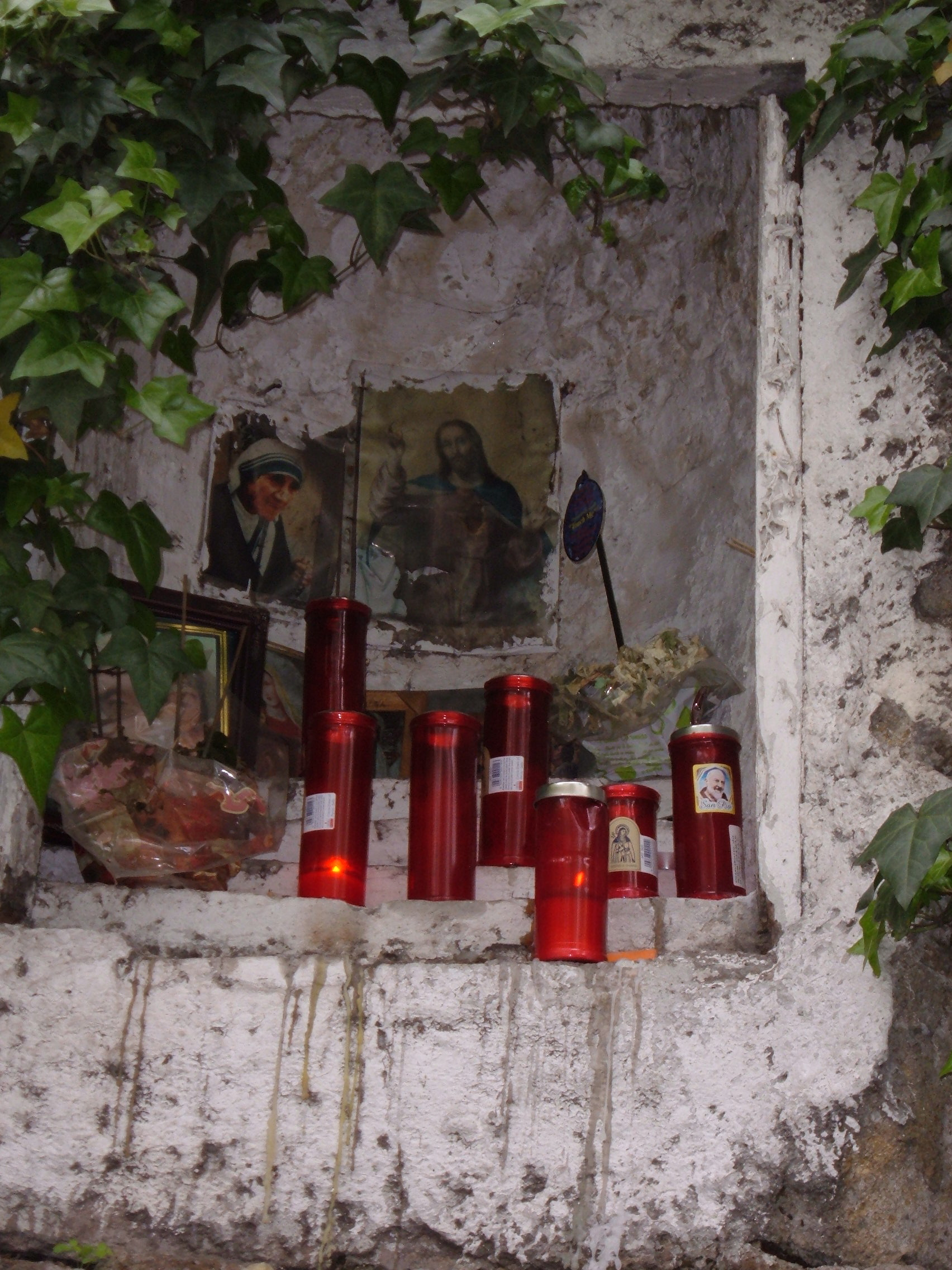
Katholieke devotie in Rome

Volksdevotie, ook volksreligiositeit of volksvroomheid genoemd, is het geheel van katholieke en orthodoxe gebruiken náást de sacramenten en sacramentalia.
Volksdevoties zijn deels ontstaan in de Middeleeuwen, deels na het Concilie van Trente, en bestaan uit het verspreiden van versimpelde kennis met betrekking tot het geloof voor ongeletterden. Sommige volksdevoties zijn ontstaan uit kerstening van culturele gebruiken en tradities die oorspronkelijk weinig tot niets met het christendom te maken hadden. Ze zijn daarmee onderdeel geworden van de religieuze beleving van velen. Devotionalia zijn voorwerpen van volkskunst, die de beleving van het geloof ondersteunen. Een voorbeeld is het gebruik en de verering van de rozenkrans en het dragen van medailles zoals de wonderdadige medaille.
Enkele voorbeelden van elementen uit de volksdevotie zijn: 
- het bouwen van kapelletjes en wegkruisen
- de verering van relieken
- het bezoek aan heiligdommen
- bedevaarten
- processies
- het bidden van de kruisweg
- het bidden van de rozenkrans
- de Heilig Hartverering
- de devotie tot de Heilige Familie
- het dragen van medailles